# Philippe Van Tieghem
Philippe Édouard Léon Van Tieghem (ur. 19 kwietnia 1839 w Bailleul, zm. 28 kwietnia 1914 w Paryżu) – francuski botanik i mykolog.

## Życiorys
Philippe Édouard Léon Van Tieghem urodził się w Bailleul w departamencie Nord. Jego ojciec był kupcem tekstylnym i zmarł jeszcze przed jego urodzeniem, a matka zmarła wkrótce po jego urodzeniu. Philippe w 1856 r. zdał maturę, a następnie kontynuował studia w École normale supérieure, gdzie po otrzymaniu akceptacji pracował w laboratorium Ludwika Pasteura. Tutaj przeprowadził badania dotyczące uprawy grzybów. W 1864 r. uzyskał doktorat z nauk fizycznych w pracy doktorskiej zatytułowanej „Badania nad fermentacją mocznika i kwasu hipurowego”, a dwa lata później uzyskał doktorat z historii naturalnej. W latach 1873–1886 prowadził zajęcia w École centrale des arts et manufactures, a od 1878 do 1914 r. był profesorem w Muzeum Historii Naturalnej w Paryżu. W tym okresie (1899–1914) był także instruktorem w Institut agronomique w Paryżu. Zmarł w Paryżu w 1914 r.
W 1871 r. został członkiem Société philomathique de Paris, a w 1876 r. członkiem Francuskiej Akademii Nauk.

## Praca naukowa
Podczas pracy w laboratorium L. Pasteura skonstruował tzw. „komórkę Van Tieghem” – urządzenie zamontowane na szkiełku mikroskopowym, które pozwala obserwować rozwój grzybni grzyba. W 1874 roku przetłumaczył trzecie wydanie podręcznika Lehrbuch der Botanik Juliusa von Sachsa z niemieckiego na francuski. Własny traktat o botanice Van Tieghema pojawił się w 1884 r. Podał w nim swoją klasyfikację taksonomiczną roślin. W 1876 roku jako pierwszy odkrył, że  choroba blastomykoza wywoływana jest przez grzyby.
Opisał nowe gatunki roślin i grzybów. W nazwach naukowych utworzonych przez niego taksonów dodawany jest skrót jego nazwiska Tiegh.

## Publikacje
1. Recherches comparatives sur l'origine des membres endogènes dans les plantes vasculaires, 1889 – Comparative research on the origin of endogenous members of vascular plants.
2. Eléments de botanique, 1886 2nd. ed. 1891, 2 vols., 3rd. ed. 1898, 4 vols. 5th ed. 1918 (Elements of botany)
3. Traité de botanique 1884, 2nd ed. 1891
4. L'Oeuf des Plantes considéré comme base de leur Classification, 1901.
5. Nouvelles observations sur les Ochnacées, 1903 – New observations on Ochnaceae.
6. Travaux divers: Pistil et fruit des Labiées, Boragacées et des familles voisines: Divers modes de Placentation: Anthères hétérogènes. : Une graminée à rhizome schizostélique: A propos de la Strasburgérie, 1907 – Diverse works, Pistil and fruit of Labiatae, Boraginaceae, etc.